# (276) Adelheid
(276) Adelheid és un asteroide pertanyent al cinturó d'asteroides descobert el 17 d'abril de 1888 per Johann Palisa des de l'observatori de Viena, Àustria.
Es desconeix la raó del nom.